# Astragalus magnificus
Astragalus magnificus — вид квіткових рослин з родини бобових (Fabaceae). Ареал охоплює такі країни: Грузія (Ущелина Бзіпі та Кучба - Айшті, Західна Грузія).

## Середовище
Зустрічається на висоті 0–500 метрів над рівнем моря. Росте на вапняних скелях у лісах, у нижньому гірському поясі. Основними загрозами є втрата та деградація середовища існування, спричинені людиною, спричинені сільськогосподарською діяльністю, вирубкою лісів, будівництвом доріг та розвитком туризму, а також антропогенним впливом, пов'язаним з туризмом.